# Publi Ventidi Bas
Publi Ventidi Bas (en llatí Publius Ventidius Bassus) va ser un magistrat romà nadiu del Picè. Va ser protegit de Juli Cèsar i lloctinent de Marc Antoni. Com a militar es va destacar obtenint victòries sobre els parts. Fou cònsol sufecte l'any 43 aC, fet que va sorprendre a molts romans que coneixien els seus orígens humils.

## Orígens
Era nadiu del Picenum, «de la més baixa extracció social», i «nascut en una condició obscura».
A la guerra social va lluitar de molt jove al camp dels aliats italians i fou capturat per Pompeu després de la batalla d'Asculum (89 aC) i traslladat a Roma com a presoner. També la seva mare fou capturada, feta presonera i exhibida en la cerimònia del triomf. A la capital va exercir humils oficis, com ara portar mules per magistrats provincials. Passat un temps va rebre la llibertat i va decidir ingressar en l'exèrcit on també va estar encarregat de les mules que formaven part dels combois que transportaven material militar. Munaci Planc, en una carta adreçada a Ciceró, es referia a ell amb l'expressió Ventidius Mulio, en al·lusió al seu primer ofici.

## Al servei de Cèsar
Va servir com a soldat al servei de Juli Cèsar, qui se'l va emportar a la Gàl·lia. En esclatar la guerra civil contra Pompeu va executar amb eficàcia les ordes de Cèsar del qui va esdevenir favorit.
Sota la seva protecció va obtenir llavors l'ofici de tribú de la plebs i va ser admès al senat.

## Segon triumvirat
Després de la mort de Cèsar va estar al costat de Marc Antoni a la guerra de Mutina (43 aC). Va aixecar dues legions reclutant homes a les colònies fundades per Cèsar i una altra legió al Picè. En aquest mateix any fou nomenat pretor. Va portar les seves legions a través dels Apenins sense trobar oposició, ja que Octavi ja havia derrotat a Marc Antoni, i es va unir a aquest a Vada Sabatia a la costa de Ligúria.
Després de la reconciliació entre Antoni i Octavi a Bonònia fou fet cònsol sufecte juntament amb Gai Carrines el jove (43 aC), ja que Octavi havia renunciat i Quint Pedi havia mort. Al mateix temps també fou nomenat pontífex. El 42 aC era legat de Marc Antoni a la Gàl·lia Transalpina amb Quint Fufi Calè.
Mentre Marc Antoni estava a Egipte, Ventidi va intervenir en la lluita entre Octavi i Luci Antoni, el qual se li havia rebel·lat instat per Fúlvia la dona de Marc Antoni. Ventidi va aturar als soldats enviats per Octavi a Hispània que volien passar per la Gàl·lia. Quan Luci Antoni va quedar assetjat a Perusa, Ventidi no va fer res per a ajudar-lo, però en realitat sembla que tampoc podia. Conquerida Perusa (40 aC) les forces de Ventidi i de Luci Munaci Planc es van unir, i Marc Antoni i Octavi van arribar a un nou acord.

## Governador de Síria
El 39 aC Marc Antoni va restar a Roma i va enviar a Àsia a Ventidi com a legat i governador de Síria. Allà Ventidi va haver de fer front al general renegat Quint Labiè, a la zona de les muntanyes del Taure. En arribar la cavalleria dels parts, Ventidi va buscar una posició estratègica on fou atacat però va refusar als parts que es van desbandar per Cilícia, perseguits per Ventidi Bas que va arribar fins a la vora del campament de Labiè que, després de la derrota dels parts, va intentar escapar de nit. Ventidi va matar o va fer presoner a la major part dels homes de Labiè i aquest fou mort per Demetri, un llibert de Cèsar, en la seva fugida. Ventidi va enviar llavors a Popedi Siló a ocupar els passos del Amanos, que estaven controlats pel general part Barzafanes (Cassi Dió l'anomena Farnapates); Siló s'hi va enfrontar però haguera estat derrotat si no hagués arribat oportunament Ventidi en el seu ajut. El general part va morir en la batalla. Ventidi Bas es va apoderar de tot Síria excepte Arados, i de Palestina. Els reis Antíoc I de Commagena i Malc (Malchus, o Maliku II) del nabateu van haver de pagar fortes contribucions per a compensar la seva ajuda als parts. Marc Antoni va encarregar celebracions públiques a Atenes per celebrar-ho.
El 38 aC el príncep part Pacoros va tornar a avançar per Síria. Les tropes de Ventidi estaven disperses en diversos quarters. Bas va comunicar a un cap de la Cirrèstica que pensava que els parts passarien l'Eufrates per Zeugma, el lloc habitual, i que allí els podia derrotar, ja que des de l'altura podia controlar a la cavalleria dels parts; el cap era en realitat un agent part (i Ventidi ho sabia) que va comunicar la confidència al príncep Pacoros. Aquest va buscar un altre lloc per a creuar i això li va fer perdre 40 dies, fet que van donar temps a Ventidi per reunir les seves tropes. Una vegada els parts a la Cirrèstica es va lliurar batalla en la qual el príncep part va morir. El cap de Pacoros fou passejat per tot Síria. Després va anar a Commagena on va exigir més contribucions al rei Antíoc. Aquest li va oferir mil talents per la pau.
El mateix 38 aC va arribar Marc Antoni a Síria, Ventidi va deixar el govern a Gai Sosi i va tornar a Roma. Per aquestes victòries va rebre un gran reconeixement del senat (novembre del 38 aC) però no els honors del triomf, ja que la victòria l'havia obtingut com a legat de Marc Antoni i no per dret propi. Marc Antoni va continuar la guerra contra Antíoc i va assetjar Samòsata; però finalment es va haver d'acontentar a rebre 300 talents per la pau, quan el seu llegat n'hauria pogut treure mil. Ja no tornaria a ser esmentat.